# 戈恰尔
戈恰尔（Gochar），是印度北阿坎德邦Chamoli县的一个城镇。总人口7278（2001年）。

## 人口
该地2001年总人口7278人，其中男性4196人，女性3082人；0—6岁人口851人，其中男466人，女385人；识字率81.31%，其中男性为85.27%，女性为75.92%。